# واژه

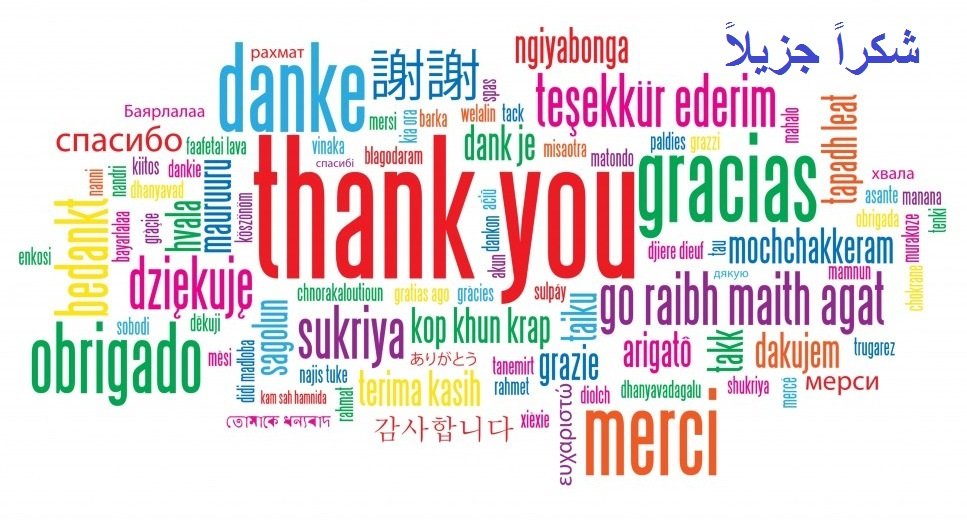
مترادف واژه سپاس در زبان‌های دیگر

واژِه به مجموعه حروف یا واک‌هایی که با کنار هم قرار گرفتن‌شان یک واحد یا یکای تحلیل‌پذیر را پدیدار می‌سازند گفته می‌شود. در دستور زبان فارسی، بیشتر واژه را در نُه گونه دسته‌بندی می‌کنند: نام، گزارواژه(زیب، صفت)، شماره، کنایه، پویه(فعل)، ویژگی(قید)، واک افزوده، واک پیوند، آوا.
«واژه» کوچک‌ترین دستهٔ معنادار از واک‌ها است که اگر بتواند به تنهایی نیز به‌کار می‌رود. به صورت کلی مجموعه‌ای از واژگان یک جمله را تشکیل می‌دهند. گرچه برخی واژگان حتی به تنهایی متشکل جمله هستند. در این گونه جمله‌سازی، اغلب واژه همراه با حداقل یک یا دو تکواژ (حرف) است.
مثلا: کُتَش! یا کت او! در مثال اول از ضمیر پیوسته و در مثال دوم همان شبه‌جمله با ضمیر غیرپیوسته به‌کار رفت. در جمله دو تکواژ به این مثال می‌توان اشاره کرد: کارخانه‌اش یا کارخانه او. برای نمونه، «-انه» در واژه‌هایی مانند مردانه، زنانه، مهربانانه، دارای معنی ویژهٔ خود است، ولی از آن جا که نمی‌توان آن را به تنهایی به‌کار برد، واژه نامیده نمی‌شود. بسیاری از واژه‌ها به بخش‌های کوچک‌تری بخش‌پذیرند که به آن‌ها تکواژ گفته می‌شود. تکواژ کوچک‌ترین بخش واژه است که در بسیاری از نمونه‌ها یک واژهٔ خودسالار شمرده شده و در برخی دیگر نیز واژه به‌شمار نمی‌آید.

## تفاوت واژه با کلمه
واژه، ریشهٔ پارسی و کلمه ریشهٔ عربی دارد.

## فرم‌های آزاد

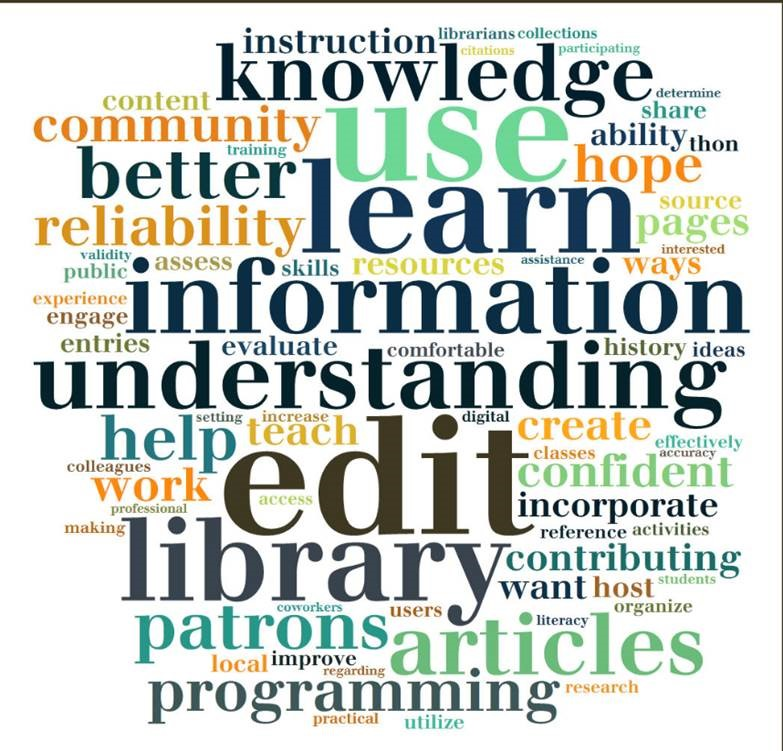

بیشتر زبان‌شناسان بر این باورند که بهترین روش برای واگران واژگان بر پایهٔ کالبد یا کالب‌هایی است که واژه‌ها از دیدگاه نحوی یا دستوری بهره می‌برند. پذیرفته‌ترین واگران گفته شده بر این پایه دربردارنده است از:
«واژه، فرم آزادِ کمینه در یک زبان است.»
فرم آزاد به بن‌پاره‌ای از زبان گفته می‌شود که بتواند به گونه تنها باشیدن داشته باشد و به جایگاه و ایستار یکسر پایدار و استوار و دگرناپذیری به پاره‌های زبانی زیستگاه پیرامون خود نیاز نداشته باشد. پیرو واگران بالا، «شکارچی» یک واژه است، چرا که، می‌تواند به‌تنهایی پدیدار شود و پدیداریِ آن در جاهای گوناگونی در درازنای جمله رخ دهد.
مانندها:
1. شکارچیان به پیگرد آهو پرداختند.
2. آهو به میانجی شکارچیان پیگرد شد (یا: تعقیب شد).

در جایگاه مقایسه یا سنجش یکاهای «چی» و «ان» (در شکارچیان) واژگان به‌شمار نمی‌آیند، زیرا نمی‌توانند که به دیسهٔ منزوی باشیدن پیدا کنند، ونکه، باید صددرصد جایگاهشان در برابر بخشهای زبانی کناری پایدار و استوار و دگرناپذیر برجای بماند.

## گونه‌های واژه
واژه روی هم رفته به هفت دستهٔ نام، پویه، حرف، ویژگی، ضمیر یا فرانام، گواژه و آوا بخشبندی می‌شود. مانند آهو یک نام و سبز یک ویژگی است.

## صرف
مقالهٔ اصلی: صرف
واژه‌های مورد مصرف انسان در زبان‌های طبیعی را می‌توان به دو دسته قسمت کرد:
- واژه‌های ساده
- واژه‌های پیچیده

واژگان ساده آن‌هایی هستند، که نمی‌توانیم به یکاهای معنادار کوچک‌تر خردشان کنیم، درحالی‌که تکه‌های واژگان پیچیده را می‌توان
واکاوی کرد.